# Дуброва Марія Андріївна
Марія Андріївна Дуброва (нар. 1912, тепер Запорізька область — ?) — українська радянська діячка, ланкова радгоспу імені Горького Мелітопольського району Запорізької області. Герой Соціалістичної Праці (20.08.1949). Депутат Верховної Ради УРСР 3-го скликання.

## Життєпис
Народилася у багатодітній родині селянина-бідняка. З 1930-х років працювала у радгоспі імені Горького Мелітопольського району Запорізької області.
З 1944 року — ланкова другої бригади насінницького радгоспу імені Горького Мелітопольського району Запорізької області. У 1948 році зібрала урожай пшениці 30,5 центнерів з гектара на площі 24,5 гектари. Вирощувала 18 центнерів проса з кожного гектара широкорядного посіву.
Потім — на пенсії у селищі Відродження Новобогданівської сільської ради Мелітопольського району Запорізької області.

## Нагороди
- Герой Соціалістичної Праці (20.08.1949)
- орден Леніна (20.08.1949)